# Achterbosch (Laarbeek)
Het Achterbosch is een buurtschap  in het buitengebied van de voormalige gemeente Lieshout, nu deel van de gemeente Laarbeek in de Nederlandse provincie Noord-Brabant. De buurtschap die gelegen is ten zuidwesten van de bebouwde kom van Lieshout bestaat uit een zevental (voormalige) boerderijen, waarvan de meeste met een lange historie.

## Geschiedenis
De buurtschap heeft zich in de loop der eeuwen ontwikkeld rondom de hoeve het Achterbosch. Deze hoeve was in de 9e eeuw uitgegeven door de heer van het domein Lieshout. De hoevenaar was een horige die een gebied mocht bewerken en bewonen van circa 14 hectare. Het gebied bleef eigendom van de heer, die als vergoeding recht had op een deel van de oogst. De hoevenaar was verplicht van tijd tot tijd werkzaamheden te verrichten op de herenhoeve.
Op 13 augustus 1698 werd de hoeve het Achterbosch door het domein verkocht aan mr. Theodorus Franciscus Schenaerts, advocaat en erfsecretaris van Aerle-Rixtel, Beek, Lieshout en Stiphout, wonende te Aerle, en pachter Gerrit Josephs, beiden voor de helft, voor in totaal 3.750 gulden.
Bijna een jaar later, op 1 juni 1699 verkocht Gerrit Josephs zijn deel aan mr. Schenaerts. Uit de huizenlijst van 1736 blijkt dat er op dat moment twee boerderijen in het Achterbosch gelegen zijn, de Halve Hoeve het Achterbosch en de Krakeelhof. Beide zijn eigendom van de weduwe van mr. Schenaerts. In de lijst van 1791 is te zien dat er inmiddels vijf boerderijen liggen in het Achterbosch. In de loop der eeuwen zijn er nog enkele bij gekomen.

## Huidige situatie

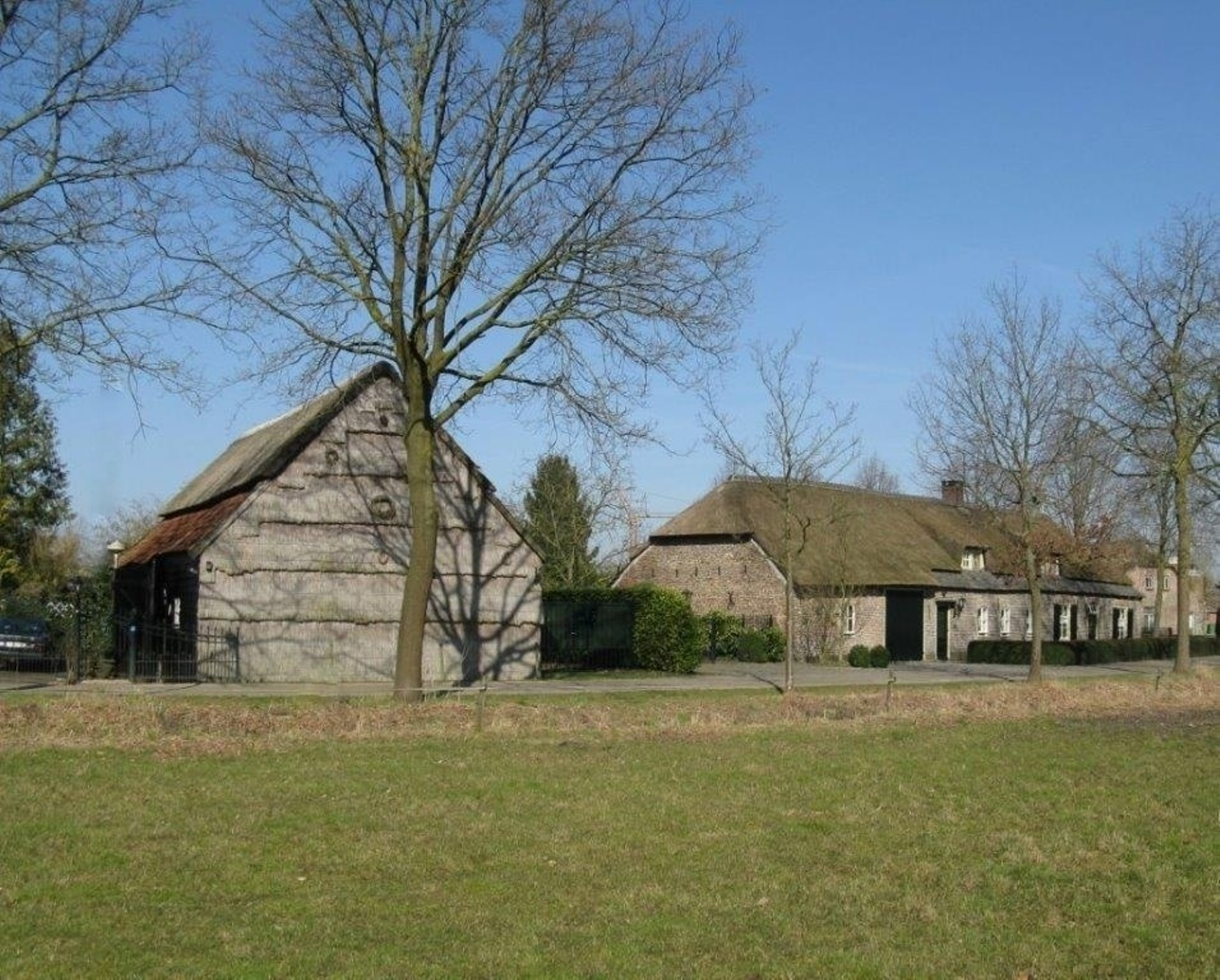
De dwarsdeelschuur links is gebouwd van rondhout en was voorheen geheel afgewerkt met stro. Daarnaast de gerestaureerde langgevelboerderij aan Achterbosch 3.

Verscheidene boerderijen in het Achterbosch zijn gerestaureerd. Dat is niet het geval met de boerderij aan Achterbosch 11, de oudste boerderij van de buurtschap en mogelijk ook van geheel Lieshout. De boerderij is aangewezen als Gemeentemonument. Als gevolg van verbouwingen is in de loop der jaren een aanzienlijk deel van de bouwgeschiedenis gewist. De ziel van de boerderij, de historische kern, is bewaard gebleven en wordt gevormd door een ankerbalkgebint, dat vermoedelijk uit de zeventiende eeuw dateert. Het gebint laat zien dat de boerderij is gebouwd als hallenhuis. Ook de kelder met tongewelf dient in het bijzonder genoemd te worden. Deze stortte in 2012 in.
Door de aanleg van het Wilhelminakanaal in het begin van de vorige eeuw is het Achterbosch afgesloten van de kern van het dorp.